# Aleksiej Łobanow-Rostowski
Aleksiej Borisowicz Łobanow-Rostowski, ros. Алексей Борисович Лобанов-Ростовский (ur. 18 grudnia?/30 grudnia 1824, zm. 18 sierpnia?/30 sierpnia 1896) – rosyjski dyplomata okresu Imperium Rosyjskiego.

## Odznaczenia
W 1895 został odznaczony Krzyżem Wielkim Legii Honorowej.